# العلاقات الجنوب سودانية النيجيرية
العلاقات الجنوب سودانية النيجيرية هي العلاقات الثنائية التي تجمع بين جنوب السودان ونيجيريا.

## مقارنة بين البلدين
هذه مقارنة عامة ومرجعية للدولتين:
| وجه المقارنة                                              | جنوب السودان                  | نيجيريا                     |
| --------------------------------------------------------- | ----------------------------- | --------------------------- |
| المساحة (كم2)                                             | 619.75 ألف                    | 923.77 ألف                  |
| عدد السكان (نسمة)                                         | 12.58 مليون                   | 190.89 مليون                |
| الكثافة السكانية (ن./كم²)                                 | 20.3                          | 206.64                      |
| العاصمة                                                   | جوبا                          | أبوجا، لاغوس                |
| اللغة الرسمية                                             | لغة إنجليزية                  | لغة إنجليزية، اللغة اليوربا |
| العملة                                                    | جنيه جنوب سوداني، جنيه سوداني | نيرة نيجيرية                |
| الناتج المحلي الإجمالي (بليون دولار)                      | 2.90 مليار                    | 375.77 مليار                |
| الناتج المحلي الإجمالي (تعادل القوة الشرائية) بليون دولار | 22.88 مليار                   | 1.09 تريليون                |
| الناتج المحلي الإجمالي الاسمي للفرد دولار أمريكي          | 73                            | 2.64 ألف                    |
| الناتج المحلي الإجمالي للفرد دولار أمريكي                 | 2.02 ألف                      | 5.91 ألف                    |
| مؤشر التنمية البشرية                                      | 0.467                         | 0.514                       |
| رمز المكالمات الدولي                                      | +211                          | +234                        |
| رمز الإنترنت                                              | .ss                           | .ng                         |
| المنطقة الزمنية                                           | ت ع م+03:00                   | ت ع م+01:00                 |

## منظمات دولية مشتركة
يشترك البلدان في عضوية مجموعة من المنظمات الدولية، منها:
| علم المنظمة | اسم المنظمة                               | تاريخ انضمام جنوب السودان | تاريخ انضمام نيجيريا |
| ----------- | ----------------------------------------- | ------------------------- | -------------------- |
|             | مؤسسة التنمية الدولية                     | 18 أبريل 2012             | 14 نوفمبر 1961       |
|             | الأمم المتحدة                             | 14 يوليو 2011             | 7 أكتوبر 1960        |
|             | الاتحاد الأفريقي                          | ?                         | ?                    |
|             | منظمة الشرطة الجنائية الدولية             | ?                         | ?                    |
|             | المركز الدولي لتسوية المنازعات الاستشارية | 18 مايو 2012              | 14 أكتوبر 1966       |
|             | الاتحاد الدولي للاتصالات                  | 3 أكتوبر 2011             | 11 أبريل 1961        |
|             | البنك الدولي للإنشاء والتعمير             | 18 أبريل 2012             | 30 مارس 1961         |
|             | الاتحاد البريدي العالمي                   | ?                         | ?                    |
|             | مؤسسة التمويل الدولية                     | 18 أبريل 2012             | 30 مارس 1961         |
|             | البنك الإفريقي للتنمية                    | ?                         | ?                    |
|             | وكالة ضمان الاستثمار متعدد الأطراف        | 18 أبريل 2012             | 12 أبريل 1988        |
|             | يونسكو                                    | 27 أكتوبر 2011            | 14 نوفمبر 1960       |

## وصلات خارجية
- موقع وزارة الخارجية الجنوب سودانية
- موقع وزارة الخارجية النيجيرية